# Issaka Labo Bouché
Issaka Labo Bouché (* 17. März 1952 in Maradi) ist ein nigrischer Offizier.

## Leben
Issaka Labo Bouché besuchte in Niger die Grundschule und danach die Militärschule in Saint-Louis in Senegal. 1973 wurde er Mitglied der Streitkräfte Nigers und begann im selben Jahr eine Physik- und Chemie-Ausbildung an der Königlichen Marokkanischen Akademie in Meknès, die er 1976 abschloss. Anschließend ging er bis 1977 auf die Infanterie-Schule in Montpellier in Frankreich.
Labo Bouché diente ab 1978 zunächst als stellvertretender Kommandant, dann als Kommandant in verschiedenen Kompanien in Niger, so in Dirkou, N’Guigmi und N’Gourti. 1987 wurde er Korpschef der Verteidigungszone Nr. 3 in Zinder und 1990 Korpschef der Verteidigungszone Nr. 2 in Agadez. Er nahm von 1990 bis 1991 als Teil der nigrischen Abordnung am Zweiten Golfkrieg teil. 1995 erreichte er den Dienstgrad eines Oberstleutnants.
Issaka Labo Bouché war Mitglied des Rats des nationalen Wohls, einer zwölfköpfigen Militärjunta unter dem Vorsitz von Ibrahim Baré Maïnassara, die Niger von Januar bis Dezember 1996 regierte. Labo Bouché wurde in dieser Zeit Generalinspektor der Armeen. Er wurde 1999 zum Oberst befördert und 2000 für den Dienst im Außenministerium freigestellt. Ab 2001 war er einige Jahre lang Verteidigungsattaché an der Botschaft Nigers in der Volksrepublik China und wurde dort zum Doyen der Militärattachés.

## Ehrungen
- Komtur des Nationalordens Nigers
- Tapferkeitskreuz[1]